# Tongerlo (Bier)

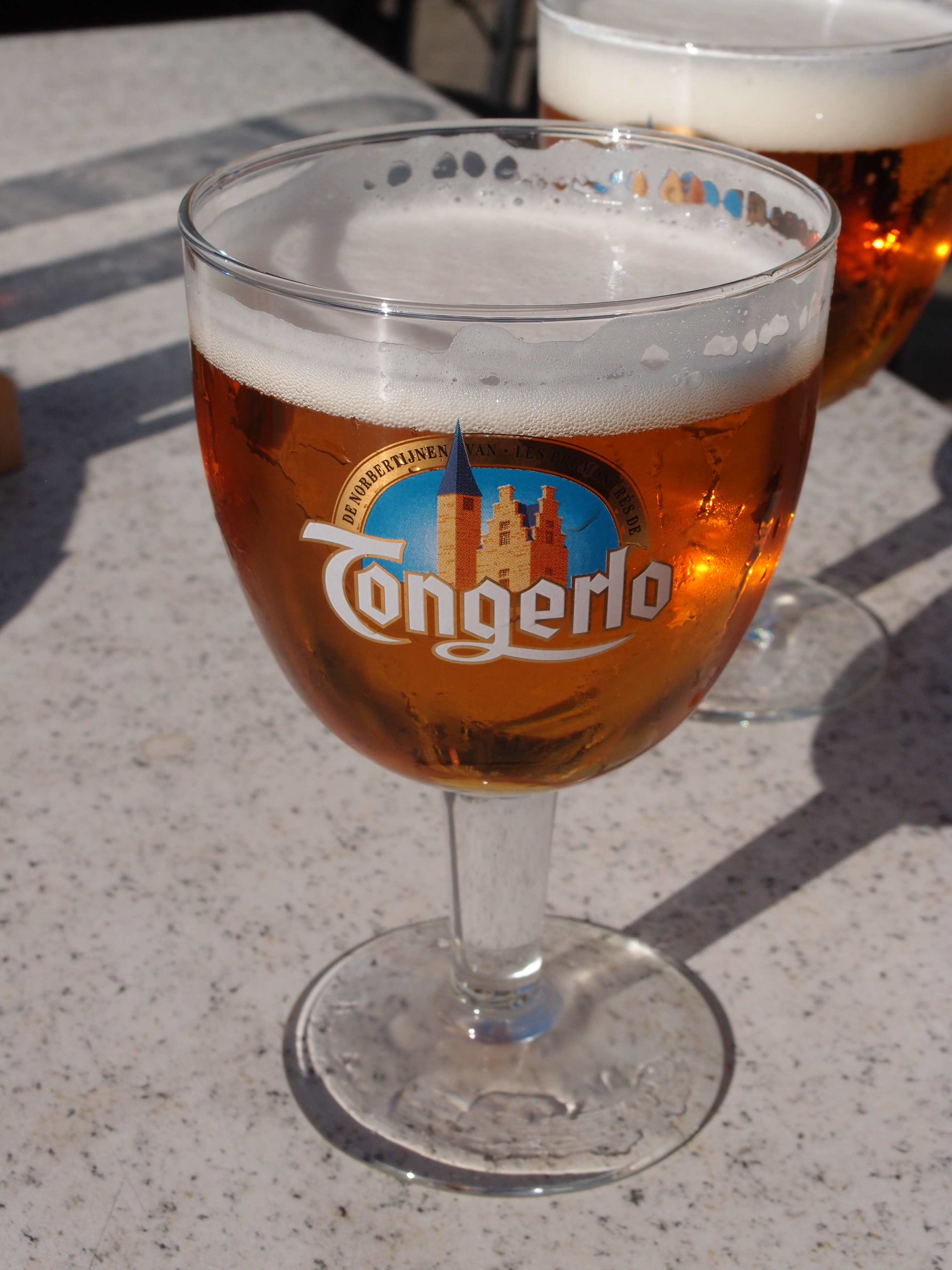
Tongerlo Blond

Tongerlo ist ein Abteibier der belgischen Brauerei Haacht.

## Geschichte
Die Abtei Tongerlo ist ein Kloster der Norbertiner (Prämonstratenser-Orden), welches seit 1130 im Süden Belgiens besteht. In der Abtei von Tongerlo wurde bis zur Französischen Revolution Bier gebraut. Nach der Wiedererrichtung der Abtei im Jahr 1840 wurde auch eine kleine Brauerei eingerichtet. Das Brauen in der Abtei fand schließlich ein Ende, als die Besatzungstruppen während des Ersten Weltkriegs die kupfernen Braukessel beschlagnahmten.
Im Jahr 1954 schloss Jean Van Milders von der gleichnamigen Brauerei in Geel einen Vertrag mit der Abtei ab, der es der Brauerei erlaubte, ein Bier unter dem Namen der Abtei herzustellen und zu vermarkten.
Anfang der 1970er Jahre stellte die Familie Van Milders das Brauen ein. Die Produktion wurde in die Brauerei La Marine in Neder-Over-Heembeek verlegt, die damals zu Wielemans-Ceuppens gehörte, und nach der Übernahme dieser Brauerei durch die Brouwerij Artois in die Brouwerij Grade in Mont-Saint-Guibert. Nach der Gründung von Interbrew und der endgültigen Übernahme der Brauerei Lootvoet hatte der neue Brauereiverbund Ende der 1980er Jahre mit Tongerlo und Leffe zwei Abteibiermarken in seinem Portfolio. Man beschloss, auf Leffe zu setzen, da dieser Markenname international besser klang; die Marke Tongerlo wurde 1990 an die Brauerei Haacht verkauft. Zunächst ließ Haacht das Bier, von dem es damals nur zwei Varianten gab, im Auftrag der Brauerei Van Steenberge brauen und begann dann, es selbst zu brauen. Ab 1995 wurde die blonde Variante eingeführt; seither ist auch die Produktion der anderen Varianten nach Boortmeerbeek verlegt worden.

## Biersorten unter der Marke Tongerlo
- Tongerlo Blond (6 % Alkohol)
- Tongerlo Bruin (6,5 % Alkohol)
- Tongerlo Christmas (7 % Alkohol)
- Prior Tongerlo (9 % Alkohol)